# Herne and Broomfield
Herne and Broomfield is een civil parish in het bestuurlijke gebied City of Canterbury, in het Engelse graafschap Kent met 8440 inwoners.